# 马塞尔·桑巴站
马塞尔·桑巴站（法語：Marcel Sembat）是巴黎地鐵的一個車站。马塞尔·桑巴站開業於1934年2月3日，是巴黎地鐵9號線自聖克盧門站延長工程的一部分。車站名稱來自於马塞尔·桑巴广场，该广场得名于記者马塞尔·桑巴。

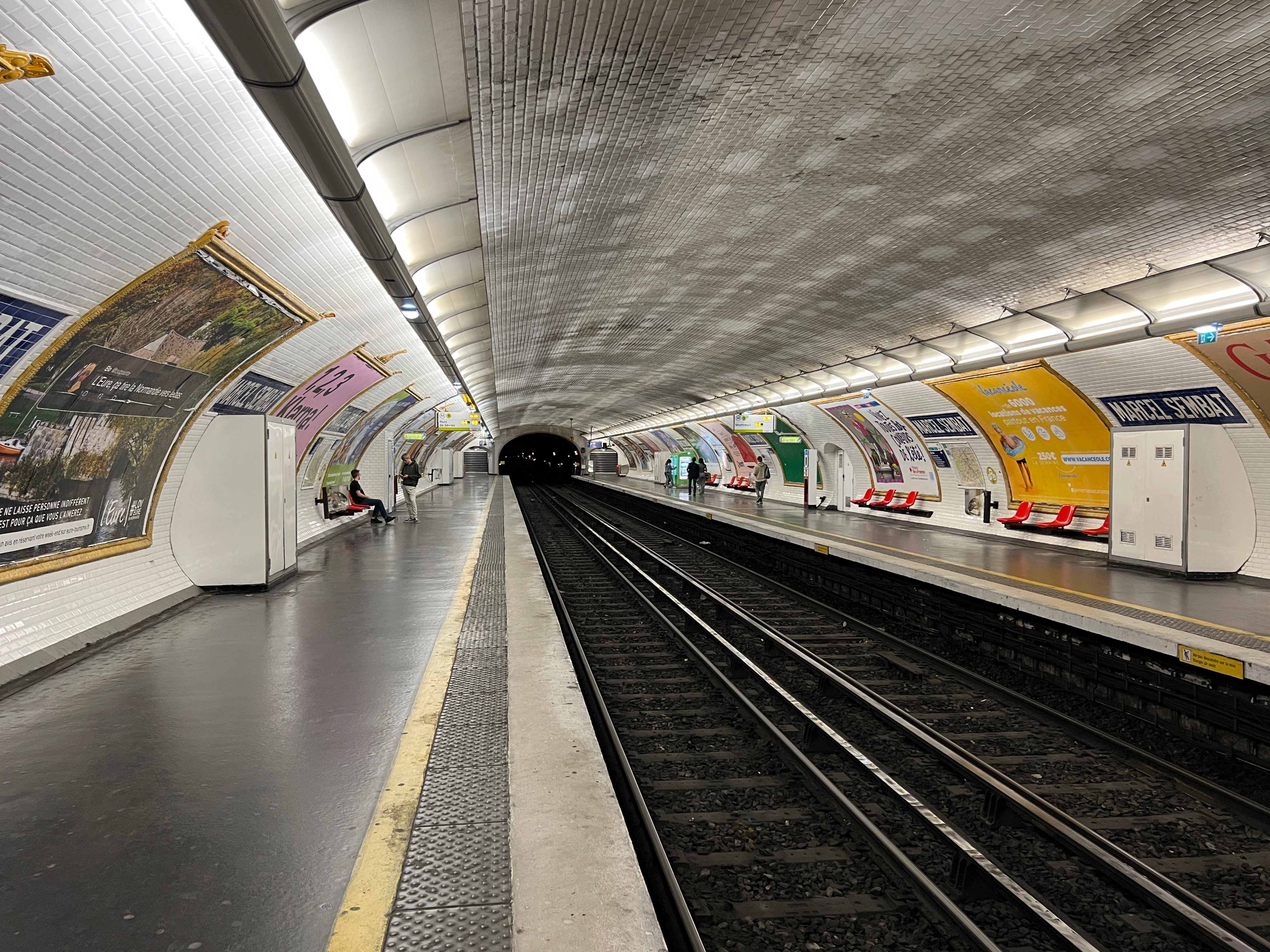
月台（2022年7月）

## 車站結構
| 街道層    |                    |                              |
| B1        | 夾層               |                              |
| 9號線月台 | 側式月台，右側開門 | 側式月台，右側開門           |
| 9號線月台 | 西行               | 往塞夫爾橋（比揚古）         |
| 9號線月台 | 東行               | 往蒙特勒伊市政厅（聖克盧門） |
| 9號線月台 | 側式月台，右側開門 |                              |